# هوراسیو ده لا پنیا
 هوراسیو ده لا پنیا (انگلیسی: Horacio de la Peña؛ زاده ۱ اوت ۱۹۶۶) یک تنیس‌باز اهل آرژانتین است. 